# Robert et Thomas Wintour
Pour les articles homonymes, voir Wintour.
Robert Wintour (1568-30 janvier 1606) et Thomas Wintour (1571 ou 1572-31 janvier 1606), également orthographié Winter, étaient deux frères catholiques anglais membres de la Conspiration des poudres, le complot qui voulait assassiner le roi Jacques Ier. 

## Biographie
Ils étaient apparentés à plusieurs autres conspirateurs, comme leur cousin, Robert Catesby, et un demi-frère, John Wintour. Thomas était un homme intelligent et cultivé, parlant couramment plusieurs langues et ayant une formation d'avocat, mais il a choisi de devenir militaire, se battant pour l'Angleterre aux Pays-Bas, en France et peut-être en Europe centrale. En 1600, cependant, il se ravisa et devint un fervent catholique. Il fit plusieurs voyages sur le continent, allant solliciter l'Espagne au nom des catholiques opprimés en Angleterre, et suggérant qu'avec l'appui espagnol, une rébellion catholique était possible.
Comme l'époque était plus à un règlement de paix entre les deux pays, les plaidoyers de Thomas sont tombés dans l'oreille d'un sourd. Aussi, en 1604, il décida de se joindre à Catesby, qui prévoyait un retour de l'Angleterre au catholicisme en tuant le roi et une révolte populaire dans les Midlands, au cours de laquelle la fille du roi, la princesse Élisabeth serait installée comme reine. Thomas retourna sur le continent et ne réussit pas à nouveau à obtenir le soutien espagnol, mais il rencontra Guy Fawkes, avec qui il revint en Angleterre. 
Son frère Robert, un fervent catholique qui avait hérité de Huddington Court près de Worcester, rejoignit la conspiration l'année suivante.
Le complot fut révélé par suite de la remise d'une lettre anonyme à William Parker, 4e baron Monteagle, le sommant de rester loin du Parlement le jour de l'ouverture de la session. Thomas et Catesby rencontrèrent le beau-frère de Monteagle, Francis Tresham, qu'ils avaient récemment recruté menaçant de le tuer mais Tresham réussit à les convaincre de son innocence. À ce moment-là, Thomas aurait demandé à Catesby d'abandonner le complot, mais en vain. Lorsque Fawkes fut fait prisonnier aux alentours de minuit le 4 novembre 1605, Thomas s'enfuit vers la maison de Robert à Huddington. Catesby et la plupart des autres conjurés passèrent deux jours à voyager dans la région des Midlands pour tenter d'inciter à une rébellion, mais avec un groupe de partisans en constante diminution ils se réfugient finalement à Holbeche House dans le Staffordshire, et attendit que les forces gouvernementales arrivent. Thomas, qui avait réintégré le groupe, choisit de rester avec eux et, dans la fusillade qui a suivi, fut blessé à l'épaule et capturé. Robert, qui était parti avant la bataille, évita la capture jusqu'en janvier 1606.
Ils furent jugés le 27 janvier 1606 et pendus et écartelés quatre jours plus tard, à Westminster.

## Culture populaire
- Dans la série Gunpowder, Thomas est interprété par Edward Holcroft.